# مزاحم (فیلم ۲۰۱۷)
مزاحم یک فیلم درام به کارگردانی لئوناردو دی کاستانزو است. این فیلم برای رقابت در بخش دو هفته کارگردانان هفتادمین جشنواره فیلم کن انتخاب شد.

## بازیگران
- مارچلو فونته
- رافائله جوردانو